# Blue Stream

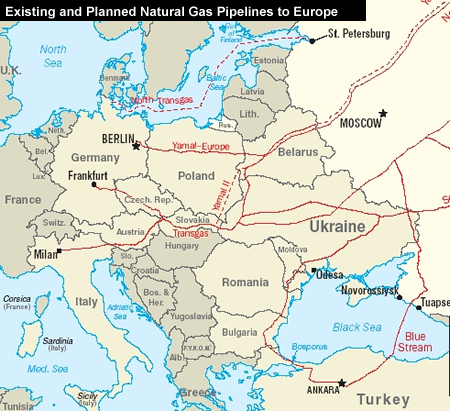
Carte des gazoducs en service et planifiés de Gazprom devant desservir l'Europe.

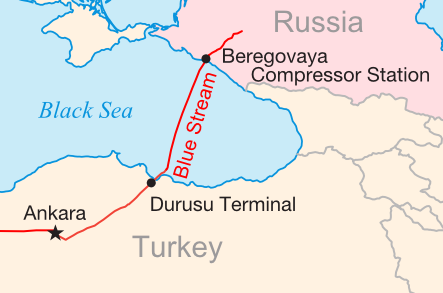
Gazoduc Blue Stream.

Continuation du Blue Stream et du TurkStream via le Tesla Pipeline avec indication des pays traversés.

Blue Stream est un gazoduc transportant du gaz naturel de la Russie à la Turquie, via la mer Noire. En 2018, il représente environ 30 % de la consommation de gaz de la Turquie.

## Contexte
En 1992, la Turquie et la Russie fondent avec les pays de la région de la mer Noire et du Caucase la Black Sea Economic Cooperation (BSEC). Cette organisation régionale a pour but de faciliter la coopération entre les États de la région dans les secteurs du transport, de l’énergie et du commerce. Elle s’est notamment concrétisée, pour la Russie et la Turquie, par le lancement du projet Blue Stream.

## Description
La longueur totale du gazoduc est de 1 213 kilomètres, dont 396 construits sous la mer. Le diamètre du tube varie de 1 400 millimètres sur la terre à 610 mm sous la mer. La station de pompage Berogovaya située à proximité d'Anapa (Russie) travaille à une pression de 25 MPa (250 bars). Sa capacité est, selon Gazprom, de 16 millions de m3. Il a été décidé en 2014 de la porter à 19 millions de m3 grâce à la rénovation de la station de pompage.
Le coût total du pipeline Blue Stream s'est élevé à 3,2 milliards de dollars US, dont 1,7 milliard de dollars US pour son segment sous-marin. L'exploitation commerciale a commencé en 2003.
Le projet de gazoduc Turkish Stream prévu pour le compléter, sera en principe opérationnel en 2019. Sa capacité initiale était de 63 milliards de m3 (avec quatre tubes) et a été réduite à 31 milliards à la suite d'études de rentabilité négatives en 2015. 
Turk Stream est un projet de remplacement face aux difficultés majeures rencontrées par la Russie avec l'Union Européenne avec le projet South Stream de même capacité incluant des États européens, abandonné en 2014 par le gouvernement russe. Gazprom refusa de se plier aux obligations de la Charte Energétique Européenne, prévoyant que le propriétaire du pipeline doit laisser à la disposition d'autres transporteurs au moins 50% de sa capacité s'il se trouve sur le territoire de l'Union.
Le projet Turk Stream a bénéficié néanmoins des études et investissements déjà réalisés pour South Stream, vu qu'il a utilisé une partie du corridor initial du projet South Stream de 660 km sur les 1100 km du projet. Le Tesla Pipeline le complète.
Le projet concurrent Nabucco aurait une capacité environ moitié de Turkish Stream, donc environ double de Blue Stream.